# Il mondo senza nessuno
Il mondo senza nessuno è un romanzo di Carlo Cassola scritto nel 1978 e pubblicato dalla casa editrice Ciminiera nel 1982.
Si tratta di uno dei pochi romanzi della fase finale dello scrittore toscano non pubblicato da Rizzoli, per motivi dovuti a dissidi con l'editore milanese. È il terzo e ultimo libro della cosiddetta «trilogia atomica» dell'ultimo periodo dell'autore, preceduto da Il superstite (1978) e Ferragosto di morte (1980).
La Terra è spopolata in seguito alla guerra nucleare e non è più rimasto nessun essere vivente: le uniche entità sono quelle della natura, le piante, il vento ed il mare. Scrive Renato Bertacchini che «in questa diversa realtà l'autore rievoca come fatti di un altro mondo l'infanzia insieme al padre, gli affetti vissuti, la giovinezza partigiana sul monte Voltrajo». È il Cassola dell'ultima fase della sua opera, in cui l'antimilitarismo diviene predominante, scagliandosi contro l'inquinamento e il pericolo della minaccia atomica.

## Edizioni
- Carlo Cassola, Il mondo senza nessuno, Reggio Emilia, Ciminiera, 1982.